# 쿡트어주
쿡트어주(베트남어: Khúc Thừa Dụ / 曲承裕 곡승유, 830 ~ 907년)는 베트남 자주 시기의 인물이다. 당나라 말기에 정해군절도사로 임명되어 현재의 베트남 북부 일대를 관할하였고, 훗날 베트남이 중국의 지배로부터 독립하게 되는 기초를 놓은 인물이다. 쿡선주(曲先主)로도 불린다.

## 생애
쿡트어주는 당나라 안남도호부 홍주(鴻州, 현재의 하이즈엉성 닌장현에 속함)의 부호 세가 출신이다.
905년, 당시 정해군절도사였던 독고손이 폄직되어 해남도로 유배되었다. 이와 동시에 중국 본토의 번진들이 할거하여 정국이 혼란해지자 쿡트어주는 자신의 '너그럽고 온화하며 남을 사랑하는' 성격과 지방 호족의 신분을 믿고 지역 사람들의 지지를 얻어 스스로 정해군절도사, 동평장사(同平章事)를 칭하며 안남을 다스렸다. 이후 쿡트어주는 당나라의 관직 승인을 얻었다. 쿡트어주가 정해군절도사가 된 것과 관련해 타이완의 학자 뤼스펑(呂士朋)은 그 연도가 905년이라고 주장하였고, 베트남의 학자 쩐쫑낌은 906년이라고 주장하였다.
쿡트어주가 관직을 맡은 지 오래지 않아 907년에 사망하였고, 그의 아들 쿡하오가 뒤를 이었다.

## 평가
- 전근대 베트남의 사가 레뚱(黎嵩)은 "쿡선주는 가문이 대대로 거족(巨族)이었고, 용감하고 슬기로우며 지략을 갖추었다. 당이 망하자 무리들의 마음이 그를 우러러 받들었고, 함께 군주로 추대하였다. 라성(羅城)에 도읍하였고, 백성들은 편안하며 나라가 다스려지니, 공덕이 영원히 드리워질 것이다."라고 찬상하였다.[4]
- 베트남 공산당의 학자는 쿡트어주가 명의상으로는 비록 당나라의 관원이었지만, 실제로는 자주적인 정권을 일으켜 세운 것이며, 중국의 봉건왕조로부터 정권을 빼앗아 베트남을 그들의 속박으로부터 벗어나게 하였으니, 가히 '민족 독립의 창시자 중 한 명'이라고 할 만하다고 평가하였다.[5]

## 참고 문헌
- 吳士連 等 (1984年－1986年（昭和59－61年）). 《《大越史記全書》》. 陳荊和 編校. 東京大學東洋文化硏究所附屬東洋學文獻センター.
- 陳仲金 (1992年). 《《越南史略》（或譯《越南通史》）》 (중국어). 戴可來 譯. 北京: 商務印書館. ISBN 7100004543.
- 郭振鐸; 張笑梅 (2001年). 《《越南通史》》 (중국어). 北京: 中國人民大學出版社. ISBN 7300034020.
- 越南社會科學委員會 (1977年). 《《越南歷史》》 (중국어). 北京大學東語系越南語教研室 譯. 北京: 北京人民出版社.
- 呂士朋 (1964年). 《《北屬時期的越南》》 (중국어). 香港: 香港中文大學新亞研究所.